# Zverino Island
Zverino Island (englisch; bulgarisch остров Зверино ostrow Swerino) ist die größte und westlichste der Meade-Inseln im Archipel der Südlichen Shetlandinseln. In der nördlichen Einfahrt zur McFarlane Strait zwischen der Livingston-Insel und Greenwich Island liegt sie 2,4 km östlich des Williams Point, 2,1 km nordöstlich des Ficheto Point und 1,9 km westlich des Duff Point. Die im antarktischen Sommer unvereiste Insel ist 1,2 km lang, 700 m breit und hat eine Fläche von 48 Hektar. Von Cave Island im Ostnordosten trennt sie die 110 m breite Glogowo-Passage.
Britische Wissenschaftler kartierten sie 1935 und 1968, chilenische 1971, argentinische 1980, spanische 1991 und bulgarische 2005 sowie 2009. Die bulgarische Kommission für Antarktische Geographische Namen benannte sie 2010 nach der Ortschaft Swerino im Westen Bulgariens.